# Pawłowice (powiat jędrzejowski)
Pawłowice – wieś w Polsce położona w województwie świętokrzyskim, w powiecie jędrzejowskim, w gminie Sędziszów. Leży nad rzeką Mierzawą.
W latach 1975–1998 miejscowość należała administracyjnie do województwa kieleckiego.

## Części wsi
| SIMC    | Nazwa  | Rodzaj |
| ------- | ------ | ------ |
| 0267163 | Zagaje | osada  |

## Zabytki
We wsi znajduje się obszerny dwór szlachecki z końca XIX wieku, wybudowany na miejscu wcześniejszego, który do 1945 roku należał do rodziny Chwalibogów. Obecnie jest w nim szkoła podstawowa. Dokoła dworu resztki założenia parkowego w stylu angielskim, wysuszone dawne stawy rybne i ruiny czworaków.
Zespół pałacowy (pałac i park) z przełomu XVIII/XIX w. został wpisany do rejestru zabytków nieruchomych (nr rej.: A.137/1-2 z 5.12.1957 i z 26.05.1970).